# Dischista ewerti
Dischista ewerti är en skalbaggsart som beskrevs av Paul Norbert Schürhoff 1935. Dischista ewerti ingår i släktet Dischista och familjen Cetoniidae. Inga underarter finns listade i Catalogue of Life.